# Du Maurier Classic
du Maurier Classic var en golftävling för damer på den amerikanska LPGA-touren. Tävlingen var en major mellan 1979 och 2000 när den ersattes av Weetabix Women's British Open på grund av införda restriktioner om reklam för tobak i Kanada.
Tävlingen hölls första gången 1973 under namnet La Canadienne och spelades på Royal Montreal Golf Club. Året efter bytte den namn till Peter Jackson Classic och det dröjde till 1984 innan den döptes till du Maurier Classic. Tävlingen räknades som en major från 1979 av LPGA-touren och hölls på olika banor runt om i Kanada.

## Majorsegrare i du Maurier Classic
| År   | Segrare           |
| 2000 | Meg Mallon        |
| 1999 | Karrie Webb       |
| 1998 | Brandie Burton    |
| 1997 | Colleen Walker    |
| 1996 | Laura Davies      |
| 1995 | Jenny Lidback     |
| 1994 | Martha Nause      |
| 1993 | Brandie Burton    |
| 1992 | Sherri Steinhauer |
| 1991 | Nancy Scranton    |
| 1990 | Cathy Johnston    |

| År   | Segrare        |
| 1989 | Tammie Green   |
| 1988 | Sally Little   |
| 1987 | Jody Rosenthal |
| 1986 | Pat Bradley    |
| 1985 | Pat Bradley    |
| 1984 | Juli Inkster   |
| 1983 | Hollis Stacy   |
| 1982 | Sandra Haynie  |
| 1981 | Jan Stephenson |
| 1980 | Pat Bradley    |
| 1979 | Amy Alcott     |

## Segrare innan tävlingen blev en major
| År   | Segrare            |
| 1978 | JoAnne Carner      |
| 1977 | Judy Rankin        |
| 1976 | Donna Caponi       |
| 1975 | JoAnne Carner      |
| 1974 | Carole Jo Callison |
| 1973 | Jocelyne Bourassa  |